# サラすぱ!
『サラすぱ!』は、カナヘイによる日本の漫画作品。『りぼん』（集英社）2009年2月号から2011年2月号まで連載された。単行本全2巻。
様々な人種が集まるサラダボウル区、サラボウル小学校での生活を描いた作品である。特長として、対象読者である小中学生女子には理解しがたいパロディネタを用いていることが挙げられる。

## 登場人物
ウメ
サラダボウル小学校に引っ越してきた女の子。父はスーパーヒーロー。そのため常人離れした怪力を持ち、ビームを出すこともできるが、パワーのコントロールは上手くできていない。
ヒマ
魔女っ子。鍋を使い合成生物を生み出すことができる。周りの迷惑を省みないトラブルメーカー。
スミレ
普段は地味な女の子だが、実はプリンセス。そのためか世間知らずな面を持つ。担任の先生に恋をしている。
ダイジュ
物知りでちょっとオタクな男の子。父は科学者、母は宇宙人。語り始めると止まらないタイプ。
マメ太
なぜかトラブルに巻き込まれやすい不幸な男の子。カレーが大大大好き。主にウメの怪力やヒマの合成生物による被害を受ける。ウメが好きと見られる。
タレゾー
ヒマが合成した合成生物。ナルシスト気味で腹黒い。「モチカビゾー」，「ミミタレゾー」という名前をつけられた恨みを晴らすべく、ヒマの家に居候している。
先生
ウメ達の担任の先生。いつもにこやか。元々はストレートだったが、ウメのビームによりアフロになった。

## 書誌情報
- カナヘイ 『サラすぱ!』 集英社 〈りぼんマスコットコミックス〉、全2巻
  1. 2010年2月15日発売[2]、ISBN 978-4-08-867038-6
  2. 2011年3月15日発売[3]、ISBN 978-4-08-867107-9